# Antoine Leroy
Antoine Joseph Leroy (Cortil-Wodon, 20 september 1876 - Sint-Gillis, 12 mei 1960) was een Belgisch senator.

## Levensloop
Leroy was een zoon van Félix Joseph Leroy (1843-1909) en van Anne Marie Lahaye (1848-1916). Hij trouwde met Madeleine Lauffer en ze hadden een dochter.
Hij promoveerde tot mijningenieur (1903) aan de Universiteit van Luik.
In 1936 stond hij als eerste opvolger op de lijst van Rex voor het arrondissement Namen. Toen de verkozen senator Louis Rhodius overleed, volgde hij hem op 24 januari 1939 op, maar bij de verkiezingen van april 1939 werd hij niet herkozen.
In augustus 1940 werd hij benoemd tot oorlogsgouverneur van Henegouwen, en van december 1941 en maart 1942 was hij ook dienstdoend gouverneur van de provincie Namen.